# Vincenzo Torriani

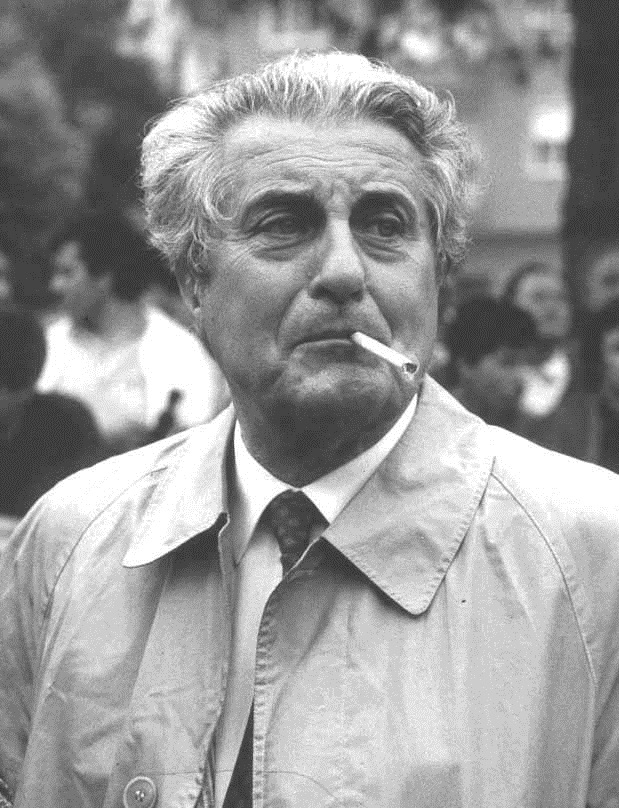
Vincenzo Torriani

Vincenzo Torriani (* 17. September 1918 in Novate Milanese; † 24. April 1996 in Mailand) war ab 1949 Renndirektor des Giro d’Italia als Nachfolger von Armando Cougnet.

## Leben
Vincenzo Torriani war bereits seit 1946 Cougnets Assistent beim Giro. Torriani lenkte die Geschicke des Giro bis ins Jahr 1992, seit 1989 unterstützt von seinem Nachfolger Carmine Castellano. Als Patron des Giro war Torriani stets auf der Suche nach innovativen Ideen. Er führte zum Beispiel Team-Zeitfahren beim Giro ein.